# جامعة الأمير فهد بن سلطان
تأسست جامعة فهد بن سلطان الأهلية عام 2003م بمبادرة من صاحب السمو الملكي الأمير فهد بن سلطان -أمير منطقة تبوك- بإنشاء جامعة أهلية لنشر الثقافة والعلوم في مدينة تبوك لما لها من موقع جغرافي متميز يخدم المنطقة وما حولها. ويشرف على الجامعة مجلس أمناء يرأسه الأمير فهد بن سلطان بن عبد العزيز ومجلس الجامعة.
تُعَدُّ جامعة فهد بن سلطان (FBSU) جامعةً أهلية تقع في مدينة تبوك، وقد افتتحها صاحب السمو الملكي الأمير سلطان بن عبد العزيز عام 2004م (1424هـ). أُنشئت الجامعة استجابةً للزيادة السريعة في عدد السكان في المملكة العربية السعودية، وارتفاع الطلب على التعليم العالي، والضغوط الكبيرة التي تواجهها المؤسسات الحكومية لاستيعاب الأعداد المتزايدة من الطلاب والطالبات.
سعت جامعة فهد بن سلطان إلى تمكين أجيالٍ من الطلاب والطالبات من خلال توفير فرص محفِّزة لحياة ناجحة ومستقبلٍ واعد. وقد التزمت بتقديم تعليمٍ عالي الجودة يلبي احتياجات المجتمع المحلي والمملكة بوجه عام. وترتكز قدرة الجامعة على مواجهة هذه التحديات على التزامها بتوفير برامج أكاديمية فعّالة تُمهِّد الطريق للنمو والنجاح، وخلق بيئة بحثية متوافقة مع الاحتياجات الاجتماعية والصناعية، وتعزيز القيم والخدمات الأساسية للمجتمع المحلي.
بدأت الجامعة بكلية واحدة هي كلية الحاسب الآلي، ثم أُضيفت كلية الهندسة وكلية الأعمال والإدارة عام 1428–1429هـ، تلتها كلية العلوم والدراسات الإنسانية عام 1435–1436هـ، وأخيرًا كلية الطب عام 1444–1445هـ.
وخلال العامين الماضيين، أنشأت الجامعة كلية الطب ببرنامج بكالوريوس الطب والجراحة، وأطلقت برامج بكالوريوس جديدة في القانون، وإدارة الموارد البشرية، واللوجستيات وإدارة سلاسل الإمداد، إضافةً إلى برنامج هندسة الطاقة المتجددة والمستدامة الذي أُطلِق مؤخرًا. وعلى مستوى الدراسات العليا، دشَّنت الجامعة برامج ماجستير في إدارة الموارد البشرية وفي الهندسة الكهربائية والهندسة المدنية. واليوم، تضم جامعة فهد بن سلطان خمس كليات تقدِّم ستة عشر برنامجًا لدرجة البكالوريوس، وسبعة برامج لدرجة الماجستير.
وتم حاليًا إطلاق برامج بكالوريوس في الأمن السيبراني، وعلوم البيانات، والذكاء الاصطناعي للعام الأكاديمي 2025-2026 تحت مظلة كلية الحاسب الآلي؛ وتعمل الجامعة على إطلاق برنامج هندسة السلامة المهني تحت مظلة كلية الهندسة؛ وبرنامج التمريض تحت مظلة كلية العلوم والدراسات الإنسانية.
وتفخر الجامعة بتوفير مرافق متقدمة للتعليم والبحث والترفيه، وتهيئة بيئة تعليمية ودّية وطموحة. وقد استحدثت مؤخرًا مختبرات للطاقة المتجددة، والذكاء الاصطناعي، والروبوتات والميكاترونكس، والطاقة الكهربائية، والبيئة، كما جهَّزت وجدَّدت مختبرات العلوم والحاسبات والهندسة بأحدث الأجهزة والمعدات التي تدعم أنشطة التدريس والبحث.
وتُدار الجامعة بواسطة مجلس أمناء يرأسه صاحب السمو الملكي الأمير فهد بن سلطان بن عبد العزيز.

## الاعتماد والعضويات
- وزارة التعليم العالي.
- الاعتماد الأكاديمي المؤسسي الكامل من هيئة تقويم التعليم والتدريب.
- عضوية اتحاد الجامعات العربية.
- اعتماد وزارة التعليم العالي والبحث العلمي بالاردن.

## الكليات
كلية الهندسة:
- الهندسة المدنية.
- الهندسة الكهربائية.
- الهندسة الميكانيكية.

كلية الحاسب الآلي:
- هندسة الحاسب.
- علوم الحاسب.
- تكنولوجيا المعلومات.

كلية الأعمال والإدارة:
- إدارة الأعمال.
- التسويق وريادة الإعمال.
- المالية.
- المحاسبة.

كلية العلوم والدراسات الإنسانية:
- اللغة الإنجليزية والترجمة.
- الرياضيات.
- العلوم الطبيعية.
- الدراسات الإنسانية.

كلية الدراسات العليا والبحث العلمي:
وتقدم درجة الماجستير في كل من:
- الهندسة المدنية.
- الهندسة الكهربائية.
- إدارة الأعمال (MBA).
- إدارة الأعمال التنفيذي (EMBA).

بوابة جامعة الأمير فهد بن سلطان من الخارج

كذلك تضم الجامعة وحدة مساندة للعلوم والآداب تقدم المقررات المطلوبة لمختلف الاختصاصات في المواد العلمية والأدبية إضافة إلى ذلك تقدم الجامعة برنامجا للسنة التحضيرية يوفر برامج مميزة للطلبة في مجال إتقان اللغة الإنجليزية واستخدامات الحاسب والرياضيات ويهدف إلى تأهيل الطلبة وتمكينهم من متابعة دراستهم الجامعية في مختلف الاختصاصات.
كما أنشأت الجامعة مركزا للتعليم المستمر يسعى إلى تقديم خدمات تدريبية واستشارية للقطاعات الحكومية والشركات والأفراد في منطقة تبوك وخارجها.

## رؤساء الجامعة
| الرئيس                        | الفترة                  | المصدر |
| ----------------------------- | ----------------------- | ------ |
| د. عبد الله بن إبراهيم ملكاوي | مايو 2024 - إلى الآن    | [ 5 ]  |
| د. سعد بن فرحان القرني        | أغسطس 2022 - أبريل 2024 | [ 6 ]  |
| محمد بن عبد الله اللحيدان     | يناير 2017 - أغسطس 2022 | [ 7 ]  |

## وصلات خارجية
- جامعة الأمير فهد بن سلطان